# Залуцький Теодор-Богдан
Залуцький Теодор-Богдан (11 жовтня 1919, с. Белелуя — 30 липня 1996) — український науковець та педагог.

## Біографія
Народився в с. Белелуя (нині село Снятинського району Івано-Франківської області). Фармацевтичні студії розпочав 1937 у Львові, а закінчив 1945 у Відні. 1947–49 викладав на інженерному факультеті Українського технічно-господарського інституту в Мюнхені (Німеччина). 1949 переїхав до США (Чикаго). 1950–52 продовжив навчання в Іллінойському університеті, в наступні роки працював на фармацевтичних підприємствах. 1955–85 — у Говардському університеті (Вашингтон): професор (1972), керівник кафедри фармакології (1976), заступник декана (1976–78, 1982–84). Викладав також в університеті Аризони в Тусоні (1972).
Автор багатьох праць, опублікованих в американських та українських журналах. Брав участь у міжнародних конференціях, конгресах і з'їздах (Женева, Відень, Варшава, Вашингтон та ін.). Був членом управи і головою осередку Наукового товариства імені Шевченка у Вашингтоні, протягом 10 років очолював відділ Союзу українців-католиків «Провидіння» (Вашингтон).
1968 подружжя Залуцьких заснувало при Говардському університеті фундацію «The Mura and Theodore B. Zalucky Scholarship Endowment Fund» для студіювання фармації.
Помер у США.